# 云南地黄连
云南地黄连（学名：Munronia delavayi）为楝科地黄连属下的一个种。